# 北山寺會議舊址
北山寺會議舊址位於四川省巴中市平昌縣得勝鎮得勝社區居委會北山街34號，文物遺址年代判定為1933年。2012年7月16日公佈為第八批四川省文物保護單位。該建築建於明，清初毀于兵燹，清道光十七年（1837）復修，坐南朝北，由山門、前殿、正殿、後殿、廂房、禪房組成復式三進四合院。整體建築占地面寬50米，進深40米，面積2000平方米，建築面積994平方米。青石天井，泥土屋地面，穿鬥台梁混合結構，板壁花窗，青色板瓦屋面，殿為歇山頂，廂房、禪房為懸山頂。1933年10月，紅四方面軍在發動宣達戰役之前，其總部在北山寺召開了各軍會議，研究部署作戰計劃。2003年，北山寺會議舊址被巴中市人民政府公佈為市級文物保護單位。